# Либера из Грана

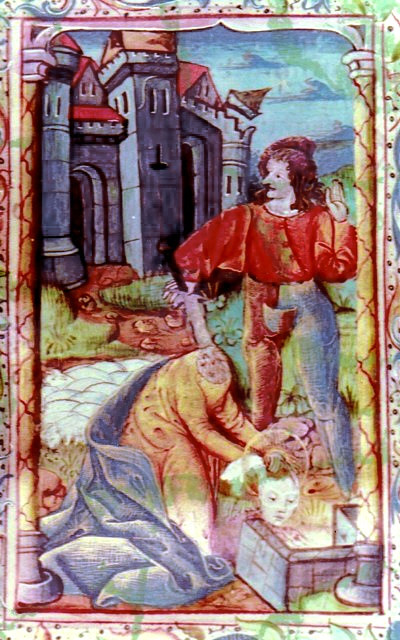
Мученичество святой Либеры. Иллюстрация к книге XIV века.

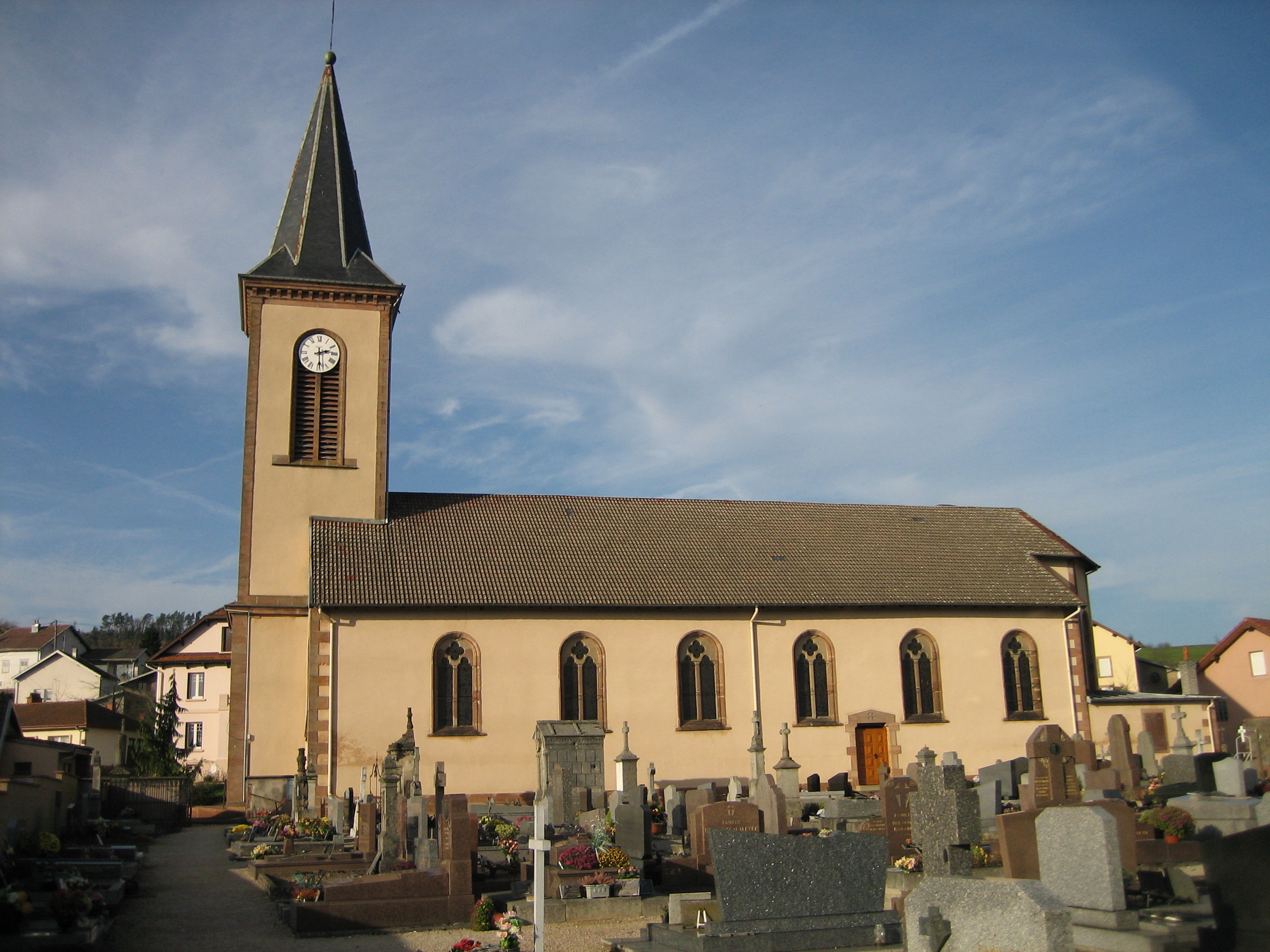
Церковь святой Либеры в Лепанж-сюр-Волонь.

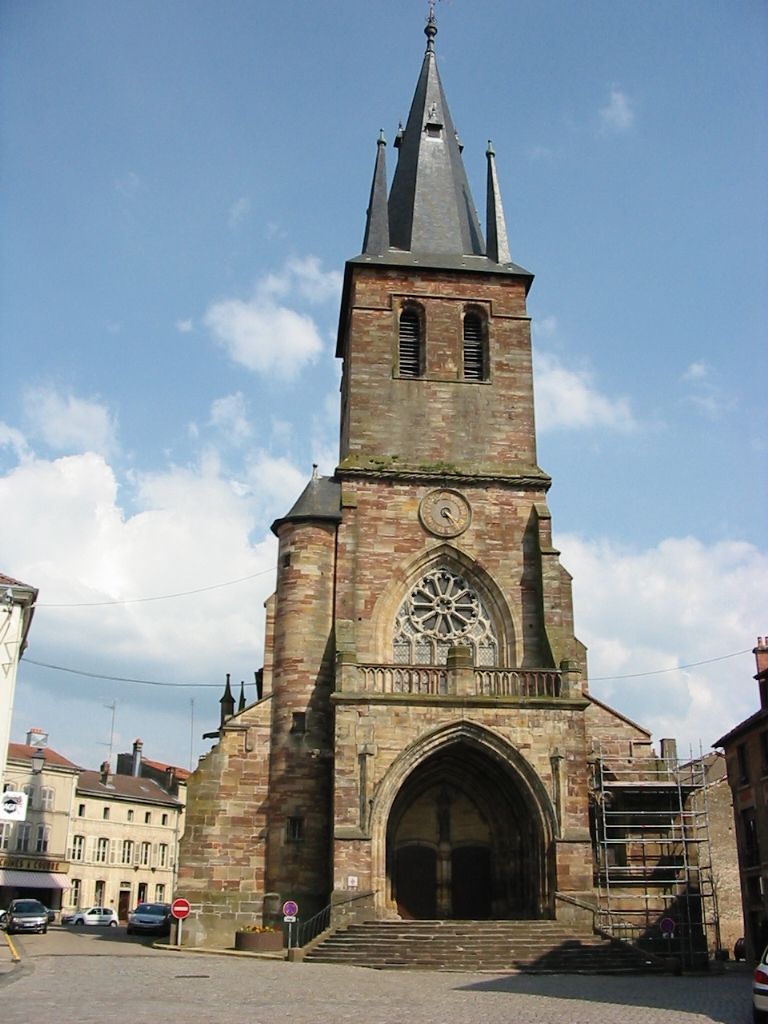
Церковь святой Либеры в Рамбервиллере.

Либера из Грана, святая Либера (фр. Libaire de Grand, Sainte Libaire) (казнена в 362) — католическая святая IV века, первая святая Лотарингии. Была обезглавлена в городе Гран по приказу римского императора Юлиана II в 362 году. День памяти — 8 октября.

## Житие
Святая Либера была обезглавлена в 362 году вместе со своими братьями Элофом и Евхарием во времена правления римского императора Юлиана II, который прибыл в Галлию для восстановления в провинции языческого культа. По другим источникам — казнена с тремя своими сёстрами. Согласно легенде, обезглавленная мученица подняла свою голову, сама омыла её в водах источника и уложила в саван.
По другим источникам, Либера происходила из семьи патрициев, живших в Перте (совр. Верхняя Марна). У её родителей Ваккия (Baccius) и Лиентруды (Lientrude) были и другие дочери, ставшие святыми: Гуальда (Hoilde), Амея (Amée), Линтруда (Lintrude), Франкула (Francule), Пюзина (Pusinne) и хорошо известная Менегульда. По некоторым сведениям жили они, возможно, в V веке.
Первое письменное упоминание трёх святых кефалофоров — Дионисия, Ливье Марсальского и Либеры — относится к 1035 году.

## Почитание
- Святая Либера почитается в Гране, Рамбервиллере и Лепанж-сюр-Волонь.
- Название коммуны Дамлевьер (Мёрт и Мозель) происходит от Dame-Libaire.
- Часовня святой Либеры в Серр.